# لی شارپ
لی شارپ (به انگلیسی: Lee Sharpe) زادهٔ ۲۷ مه ۱۹۷۱ بازیکن فوتبال اهل انگلستان بود که سابقهٔ بازی در تیم ملی فوتبال انگلستان را در کارنامهٔ خود دارد. وی در تاریخ ۲۷ مارس ۱۹۹۱ نخستین بازی ملی خود را در مقابل تیم ملی فوتبال جمهوری ایرلند انجام داد و با حضور در ۸ بازی ملی، در تاریخ ۱۳ اکتبر ۱۹۹۳ واپسین بازی ملی‌اش را در برابر تیم ملی فوتبال هلند برگزار کرد.